# Eurysternus vastiorum
Eurysternus vastiorum är en skalbaggsart som beskrevs av Martinez 1988. Eurysternus vastiorum ingår i släktet Eurysternus och familjen bladhorningar. Inga underarter finns listade i Catalogue of Life.